# Antonio Pietranera
Antonio P. Pietranera (f. 13 de septiembre de 1975) fue un militar argentino, perteneciente a la Armada, que alcanzó el grado de capitán de navío. Fue gobernador marítimo interino del Territorio de la Tierra del Fuego entre 1947 y 1948.

## Biografía
Ingresó en la Armada Argentina en 1928, egresando de la Escuela Naval Militar como guardiamarina en la promoción 53. Realizó su viaje de instrucción el fragata ARA Presidente Sarmiento, en su viaje de instrucción XXVII.
En 1945 fue comandante de la cañonera ARA Paraná. Entre 1947 y 1948, quedó a cargo de la Gobernación Marítima del Territorio de la Tierra del Fuego, tras el gobernador titular Mario Sánchez Negrete. Luego fue comandante del destructor ARA San Luis (D-10).
En 1950 fue ascendido a capitán de navío. Falleció en septiembre de 1975.